# Rübezahl – der Herr der Berge
Rübezahl – der Herr der Berge (Alternativtitel: Rübezahl – Herr der Berge) ist ein deutscher Farbfilm nach alten Sagen aus dem Riesengebirge, der 1957 unter der Regie von Erich Kobler entstand. Franz Essel spielt die Titelrolle des Rübezahl. Weitere tragende Rollen sind mit Otto Mächtlinger, Monika Greving, Bobby Todd und Helmut Lieber besetzt.

## Handlung
Im Riesengebirge lebt der Berggeist Rübezahl. Seit 999 Jahren hat er sich nicht mehr unter den Menschen, die in einem nahe gelegenen Tal leben, blicken lassen. Verbittert über ihre Schlechtigkeit, will er mit ihnen nichts mehr zu tun haben und hat sich deshalb ins Innere des gewaltigen Berges zurückgezogen. Eines Tages, als Rübezahl gerade verkündet hat, dass er nie mehr zu den Menschen ins Tal hinuntergehen werde, berichtet ihm einer seiner  Zwerge, dass die bösen Menschen immer mehr die Überhand gewännen und die guten ihn um Hilfe anrufen würden. Rübezahl bezweifelt, dass es gute Menschen gibt, er höre ihre Rufe nicht. Der Zwerg beharrt jedoch darauf, dass er unten im Tal viel Unrecht gesehen habe, dort gebe es Diebe und Räuber, Verschwender, Fresser und Säufer, Tierquäler und Wilderer, Geizige und Hochmütige. Der Berggeist meint, das sei schon immer so gewesen, seit hunderten von Jahren. Er sehe nur, dass die Menschen nicht besser geworden seien. Ob denn wenigstens die Kinder brav seien, will er wissen. Der Zwerg erwidert, dass es brave Kinder, die ihren Eltern folgen würden, gebe aber auch solche, die unfolgsam seien, ihr Taschengeld für Naschereien verschwenden und mit ihren Geschwistern streiten würden. Rübezahl meint, das höre er nicht gern, ob die Kinder denn nicht wenigstens Angst vor ihm hätten. Der Zwerg verneint diese Frage und berichtet seinem Herrn, dass die Kinder nicht mehr an Rübezahl glauben würden, das sei nur ein Märchen, womit die Eltern sie einzuschüchtern versuchten, es gebe keinen Berggeist. Diese Auskunft erweckt Rübezahls Zorn, er werde den Menschen zeigen, dass der Alte vom Berge noch da ist. So verlässt er seine Höhle erstmals nach langer Zeit wieder, um für Frieden und Gerechtigkeit unter den Menschen zu sorgen. Vor allem aber sollen sie wieder Respekt vor ihm bekommen. 
Glaser Steffen verspricht seiner Frau und seinen drei Kindern, dass er dafür sorgen wolle, dass die Familie ein dickes Schwein zur Schlachtung bekommen werde. Sein kleiner Sohn Karli reagiert trotzig, als der Vater ihn nicht mitnehmen will. Steffens Frau glaubt an Rübezahl und meint, als ihr Mann über den Berggeist spottet, dass man das nicht dürfe. Kaum ist ihr Mann gegangen, ist Karli erneut unartig der Mutter gegenüber, die daraufhin nach dem Berggeist ruft. Als er plötzlich im Zimmer steht, ist sie selbst erschrocken. Rübezahl besteht darauf, Karli mit sich zu nehmen. Die Mutter und seine Schwestern Anne und Lene bitten für Karli. Rübezahl nimmt dem Knaben daraufhin das Versprechen ab, dass er den Eltern immer gehorchen und auch seine Schwestern nicht mehr ärgern werde. Der Berggeist lobt den Zusammenhalt der Familie, bevor er wieder verschwindet.
Glaser Steffen indes wird auf seiner Wanderschaft mit unerklärlichen Ereignissen konfrontiert, immer dann, wenn er sich abwertend über Rübezahl äußert. Dem Fischersohn Paule hingegen verhilft Rübezahl zu einem großen Karpfen-Fang, nachdem der Junge ihm erzählt hat, dass er kaum noch etwas fange, er die Fische jedoch brauche, um durch ihren Verkauf der kranken Mutter beistehen zu können. Einem Knecht, der sein Pferd schlägt, gebietet der Berggeist Einhalt und spannt ihn selbst vor den mit schweren Holzstämmen beladenen Karren, bis der Mann beteuert, dass er nie wieder im Leben ein Tier quälen werde. Rübezahl macht klar, dass er so nun mittels seiner magischen Kräfte alle bestrafen werde, die Tierquäler und die Faulen, die Betrüger, die Verschwender und auch die Geizhälse. 
Nun beginnt ein wahrer Feldzug des Berggeistes. Er bestraft kaltherzige Reiche, die anderen in der Not nicht helfen wollen, wie den reichen Vetter Klaus, dessen Goldtaler er in Steine verwandelt, überführt Diebe und Geizhälse. Einem gefräßigen Wirt, der sich gierig über die von ihm bestellten Eier mit Speck hermacht, erteilt er eine ganz besondere Lektion, ebenso wie den diebischen Räubern Krips und Kraps. Auch dem Glaser Steffen führt Rübezahl erneut vor Augen, dass es ihn sehr wohl gibt. Am Ende belohnt er ihn und seine Familie jedoch reich, da sie gezeigt hat, dass der wahre Reichtum darin liegt, einander zu haben. Als Rübezahl sich sicher ist, dass die Menschen nun von seiner Existenz wissen und sich mit lockeren Reden über ihn zurückhalten, zieht er sich wieder ins Gebirge zurück.

## Hintergrund, Produktion und Veröffentlichung
Am Anfang des Films erklingt Rübezahls Stimme, während die Kamera bedächtig entsprechende Landschaftsaufnahmen zeigt: „Das ist das Riesengebirge, mein Reich! Und ich bin der Herr dieser  Berge, dieser Wälder, der Felsen und Schluchten, Quellen und Flüsse. Ich beherrsche Blitz und Donner, Regen und Wind. Ich schütze die Tiere, die Bäume, die Blumen und die Früchte der Erde. Ich schütze die heilenden Quellen, die Wurzeln und Kräuter, die die Kranken gesund machen. Aber auch unter der Erde erstreckt sich mein Reich unendlich weit. Tausende von Zwergen schlagen für mich Gold, Silber und Edelsteine aus dem Fels. Hier unten in meiner Höhle bin ich seit 999 Jahren geblieben. Ich habe die Erde seitdem nicht mehr betreten. Ich wollte keine Menschen mehr sehen. Die Menschen sind falsch und undankbar, sie haben mich betrogen und hintergangen, und sie haben mir sogar einen Spottnamen gegeben: Rübezahl nennen sie mich.“ 
Bei schnabeline.wordpress.com heißt es, dass einer, wenn nicht sogar der zentrale Punkt des Films sei, dass er der erste (westdeutsche) gewesen ist, der nach dem Krieg im Riesengebirge gedreht worden sei, „also nach der Vertreibung der deutschen Bevölkerung aus Schlesien“. Er ziele „ganz unverschleiert auf die Vertriebenen, auf ihr Heimweh, ihre Erinnerungen“, und zeige ihnen, wie das Land und die Berge heute aussehen und dass zumindest das gleich geblieben sei. Rübezahl biete sich da als Identifikationsfigur der Schlesier schlechthin an. Die vielen gezeigten Landschaftsaufnahmen, die dem heutigen Zuschauer, der den Hintergrund nicht kenne, „überflüssig bis langweilig“ erscheinen mögen, würden im Kontext der Entstehung des Films aber durchaus Sinn machen.
Produziert wurde der Film von Schongerfilm. Bauten und Ausstattung lagen bei Wolf Englert und Rudolf Remp. Für die Kostüme war Ilse Dubois verantwortlich. Der aus Inning am Ammersee stammende spätere fünffache Motorrad-Weltmeister Toni Mang spielte den Sohn des Glasers Karli.
Der Film firmiert auch in den Schreibweisen Rübezahl, der Herr der Berge und Rübezahl, Herr der Berge. Er wurde am 3. Oktober 1957 unter der Nummer 15427 einer Zensurprüfung unterzogen und ab sechs Jahren freigegeben mit dem Zusatz „feiertagsfrei“. Rübezahl – der Herr der Berge wurde am 6. Oktober 1957 in den Planie-Lichtspielen in Stuttgart uraufgeführt.
Rübezahl erschien am 6. Juni 2008 auf DVD, herausgegeben von Studiocanal/Kinowelt. Icestorm Distribution veröffentlichte den Film am 7. September 2015 ebenfalls auf DVD.

## Musik
In diesem Film sind schlesische Volkslieder zu hören. Im Vorspann ertönt die Melodie des schlesischen Liedes Und in dem Schneegebirge. In der Schlussszene (Fest auf der Baude) werden die 1. und 4. Strophe des alten schlesischen Volksliedes Wenn wir sonntags in die Kirche geh’n a cappella gesungen.
Im Film singen die Kinder des Glasers das Lied Schnitzer, strate, ja wenn mein Vater Schneider wär.

## Kritik
„Das alte Volksmärchen wurde unterhaltsam und mit pädagogischen Hintergedanken für ein ganz junges Publikum adaptiert.“

Kino.de befand: „Spannende Erlebnisse mit dem Berggeist Rübezahl. […] Da dieser Weg durch eine eindrucksvolle Berglandschaft führt, bietet der Film über die didaktische Botschaft hinaus auch den Genuss schöner Landschafts- und Tieraufnahmen.“
Cinema schrieb: „Viel Landschaft, schlesische Trachten und ein wenig Pädagogik.“